# Heinrich Carl Alexander Hänlein
Heinrich Carl Alexander  (von) Hänlein,  auch Heinrich Karl Alexander (von)  Haenlein  (* 11. Juli 1762 in Ansbach; † 15. Mai 1829 in Esslingen am Neckar) war ein evangelischer Theologe und Universitätslehrer.    

## Lebenslauf
Alexander Hänlein war der Sohn eines höheren Verwaltungsbeamten des Fürstentums Ansbach. Seinen ersten Unterricht erhielt Hänlein im elterlichen Haus.  Er besuchte von 1772 an das Gymnasium in Ansbach. Sein Studium begann er 1782 an der Universität Erlangen in Theologie, Philosophie und Philologie.  An der Universität Göttingen setzte er 1784 das Studium fort und wurde 1786 theologischer Repetent sowie 1788 zum Doktor der Philosophie promoviert. Eine außerordentliche Professur der Theologie erlangte er 1789 in Erlangen und  wurde 1792 ordentlicher Professor.  Damit  verbunden war das akademische Predigtamt. Zusätzlich  erwarb er 1795 die theologische Doktorwürde und 1801 den Charakter eines wirklichen königlich preußischen Konsistorialrats. Im Sommersemester 1802 reihte sich Hänlein in die Liste der Prorektoren der Universität Erlangen ein. Hänlein trat sowohl als Kanzelredner als auch als akademischer Lehrer in ausgezeichneter Weise hervor.  Auch als  Schriftsteller konnte er während der Zeit als Hochschullehrer in Erlangen einige wichtige Werke verfassen.  Aus Gesundheitsgründen zog er es 1803 vor, die Stellung in Erlangen aufzugeben und eine Ernennung zum ordentlichen Mitglied des Konsistoriums und Stiftsprediger in Ansbach anzunehmen. Als das Fürstentum Ansbach 1806 an das Königreich Bayern fiel, blieb Hänlein unter der neuen Regierung zunächst in seiner bisherigen Stellung. 1808 folgte er einem Ruf nach München als erster ordentlicher Oberkirchenrat in dem damals neuerrichteten protestantischen Oberkonsistorium. Hänlein wurde 1818 zum  Direktor des Bayerischen Oberkonsistoriums befördert. In dieser Stellung entfaltete er eine rastlose kirchenpolitische Tätigkeit und machte sich besonders um die Organisation der protestantischen Gemeinden in Bayern, des Predigtamtes und des Gottesdienstes verdient. Er trug viel zur Entstehung und Förderung des kirchlichen Selbstverständnisses der bayerischen Protestanten bei.

## Familie
Hänlein heiratete Justine Eyring und hatte mehrere Kinder. Im Jahre 1828 machten sich bei Hänlein körperliche Leiden verstärkt bemerkbar.  Zu seiner Erholung begab er sich im Mai 1829 zu seinem Sohn Hermann Friedrich  nach Esslingen, wo er an einem Schlaganfall verstarb. 

## Veröffentlichungen
- Dissertationen, Programme und Predigten.
- Handbuch der Einleitung in die Schriften des neuen Testaments, 3 Bände, 1794, 2. Aufl. 1801–9.
- Lehrbuch der Einleitung in die Schriften des neuen Testaments für Akademien und Gymnasien, 1802.
- Epistola Judae graece, commentario critico et annotatione perpetua illustrata,  1799. Ed. nova. 1804.
- Mit Christoph Ammon und  Heinrich Paulus redigierte Hänlein das Neue theologische Journal  (die Fortsetzung von Johann Christoph Döderleins Theologischem Journal) 1793 ff.